# Híres emberszabású majmok listája
Az alábbi listán valamilyen okból hírnévre szert tett emberszabású majmok találhatók:

## Valódi majmok
- Ai, a kiotói számítógépes kísérletekben részt vevő csimpánz
- Böbe, a veszprémi állatkert csimpánza
- Csita csimpánz, Johnny Weissmuller társa a Tarzan-filmekben
- Digit, a Dian Fossey által megfigyelt gorillacsapat lemészárolt vezérhímje
- Enos csimpánz, 1960-ban vett részt egy űrrepülésen, a landolás után nem sokkal meghalt.
- Ham, csimpánz, 1961-ben vett részt egy űrrepülésen, utódai egy floridai nyugdíjas otthonban élnek.
- Harambe, gorilla, akit 2016-ban lelőttek, miután egy gyermek véletlenül bejutott a ketrecébe
- Hópehely (Copito de Nieve), a Barcelonai Állatkert fehér gorillája
- Jambo, gorilla Gerald Durrell állatkertjében, aki megvédte a kifutójába zuhant fiút.
- Judy, a Daktari című amerikai tévésorozat csimpánza
- Kanzi, a billentyűzet segítségével kommunikálni képes bonobó
- Koko, az amerikai jelnyelv mintegy 150 jelével kommunikálni képes gorilla
- Kongó, a festményeiről híres csimpánz
- Nim Chimpsky, ASL-re (az amerikai jelnyelv) tanított bonobó
- Peter, csimpánz, Pierre Brassau néven festő
- Sarah, a kártyák segítségével beszélni tanított csimpánz
- Szultán, a ládákat fölhalmozó, botokat egymásba dugó csimpánz Wolfgang Köhler kísérleteiben
- Szürkeszakállú Dávid, Jane Goodall első bizalmasa Gombéban
- Travis, az Old Navy és a Coca-Cola reklámjaiban szereplő csimpánz, aki 2009-ben brutálisan megtámadott egy 55 éves nőt. Ámokfutása közben egy rendőrtiszt lelőtte.
- Washoe, a Gardner-házaspár által amerikai jelnyelvre tanított csimpánz

## Fiktív majmok

### Film és animáció
- Joe, az óriásgorilla, filmszereplő
- King Kong, az óriásira nőtt gorilla, számos kalandfilm hőse
- Lajcsi király, az orangután, A dzsungel könyve című Disney-filmben (Rudyard Kipling eredeti regényében nem szerepel)
- Magilla Gorilla, a Hanna-Barbera rajzfilmfigurája
- Mason és Phil, csimpánzok a Madagaszkár című animációs filmből
- Charlie, filmszereplő
- Charly, a Charly, majom a családban című német sorozat szereplője

### Videójátékok
- Donkey Kong, a Nintendo több videójátékának szereplője